# MagicJack
magicJack (bis 2011 Washington Freedom) war eine US-amerikanische Frauenfußballmannschaft in Boca Raton.

## Geschichte

### Die ersten Jahre: WUSA (2001 bis 2003)
Im Februar 2000 wurde die Women’s United Soccer Association (WUSA) gegründet und stellte bis 2003 die höchste Liga im Frauenfußball der Vereinigten Staaten dar. Das 2001 gegründete Franchise Washington Freedom war eines der Gründungsmitglieder der neuen Liga und nahm im April 2001 seinen Spielbetrieb auf. Die Heimspiele wurden im RFK Stadium in Washington, D.C. ausgetragen, dort hatte auch die Franchise-Administration ihren Sitz.
In der ersten Saison erreichte die Mannschaft nur den 7. Platz. Zu den Spielerinnen zählte unter anderem auch Mia Hamm, welche zu dieser Zeit als eine der besten Fußballspielerinnen der Welt galt. Die zweite Saison endete besser für Freedom: nach dem dritten Platz in der Regular Season schaffte man es in den Play-offs bis in das Finale um den Founders Cup. 2003 konnte der bis dato größte Erfolg erreicht werden: der Gewinn des Founders Cup mit dem Sieg im Play-off-Finale.
Aufgrund finanzieller Probleme stellte die Liga im September 2003 jedoch ihren Spielbetrieb ein.

### Auszeit (2004 bis 2005)
Nachdem die WUSA ihren Spielbetrieb einstellen musste, nannte sich Washington Freedom fortan Washington Freedom Soccer Club und gründete die Washington Freedom Reserves. Mit dem Maryland Soccerplex in Germantown wurde auch ein neues Heimstadion gefunden. In der Reserve fanden sich zum einen Spielerinnen aus der ehemaligen WUSA-Mannschaft, als auch lokale Spielerinnen wieder. Diese traten 2004 in Freundschaftsspielen gegen College- und W-League-Mannschaften an. Dieses wurde auch 2005 weitergeführt. Zu dieser Zeit spielten auch einige internationale Spielerinnen wie Sun Wen und Brandi Chastain als Gastspieler mit.

### W-League (2006 bis 2008)
Zur Saison 2006 wurde Washington Freedom assoziiertes Mitglied der USL W-League. Aufgrund dieses Status konnte die Mannschaft zwar nicht an dem normalen Ligabetrieb teilnehmen, sie absolvierten aber trotzdem Spiele gegen Mannschaften aus der Eastern Conference. Am 7. Dezember 2006 erhielt Freedom die volle Ligalizenz.
Gleich in der ersten Saison erzielte die Mannschaft 12 Siege in der Regular Season. Im ersten Spiel der Play-offs konnte Freedom Ottawa Fury schlagen und so in das Finale einziehen. Dort siegte man gegen die Atlanta Silverbacks mit 3:1. 2008 wurde wie in der vorherigen Saison die Northeast Division gewonnen. In den Play-offs schaffte es die Mannschaft bis in das Halbfinale.

### WPS (2009 bis 2010)
Washington Freedom gehört zu den Gründungsmitgliedern der Women’s Professional Soccer. Gleich in der ersten Saison konnte der dritte Platz erreicht werden. Zu den bekanntesten Spielerinnen gehörten die US-Nationalspieler Abby Wambach, Cat Whitehill und Alexandra Krieger. Die zweite Saison wurde mit dem 4. Platz beendet. In den Play-offs wurden sie jeweils Vierte.

### magicJack (2011) und Auflösung
Während der Saison 2010 kam Freedom in finanzielle Schwierigkeiten. Der Unternehmer Dan Borislow übernahm die Rechte an dem WPS-Franchise und siedelte dieses von Germantown nach Florida um. Im Zuge dessen erfolgte die Umbenennung in magicJack, in Anlehnung an einen von Borislow produzierten USB-Adapter, der IP-Telefonie über herkömmliche Telefonie ermöglicht. Ende Oktober 2011 wurde das Franchise und somit der Verein seitens der WPS aufgrund von Unstimmigkeiten mit Borislow aufgelöst. Die WPS warf ihm unter anderem unprofessionelles, abschätziges Verhalten gegenüber den Spielerinnen sowie Unregelmäßigkeiten bei der Bezahlung von Rechnungen vor. Die Spielerinnen wurden aus ihren Verträgen entlassen und konnten sich neue Vereine suchen.
magicJack trug seine Heimspiele auf dem FAU Soccer Field aus, welches sich auf dem Gelände der Florida Atlantic University befindet und 1.200 Zuschauer fasst.

Logo magicJack (2011)

## Letzter Kader
Stand: 28. Juni 2011
| Nr. |                    | Position | Name              |
| --- | ------------------ | -------- | ----------------- |
| 1   | Vereinigte Staaten | TW       | Hope Solo         |
| 2   | Vereinigte Staaten | AB       | Marian Dalmy      |
| 3   | Vereinigte Staaten | AB       | Christie Rampone  |
| 5   | Vereinigte Staaten | ST       | Lindsay Tarpley   |
| 7   | Vereinigte Staaten | MF       | Shannon Boxx      |
| 8   | Vereinigte Staaten | ST       | Kacey White       |
| 11  | Australien         | ST       | Lisa De Vanna     |
| 9   | Vereinigte Staaten | ST       | Megan Rapinoe     |
| 13  | Danemark           | ST       | Johanna Rasmussen |
| 14  | Vereinigte Staaten | MF       | Sarah Huffman     |
| 17  | Vereinigte Staaten | TW       | Brett Maron       |
| 17  | Vereinigte Staaten | AB       | Nikki Marshall    |

| Nr. |                    | Position | Name              |
| --- | ------------------ | -------- | ----------------- |
| 19  | Vereinigte Staaten | AB       | Rebecca Moros     |
| 20  | Vereinigte Staaten | ST       | Abby Wambach      |
| 21  | Vereinigte Staaten | MF       | Lydia Vandenbergh |
| 22  | Vereinigte Staaten | AB       | Becky Sauerbrunn  |
| 23  | Vereinigte Staaten | ST       | Christen Press    |
| 55  | Vereinigte Staaten | ST       | Ella Masar        |
|     | Vereinigte Staaten | MF       | Amanda DaCosta    |
|     | Vereinigte Staaten | MF       | Omolyn Davis      |
|     | Vereinigte Staaten | AB       | Tina Ellertson    |
|     | Vereinigte Staaten | MF       | Nikki Washington  |
|     | Vereinigte Staaten | TW       | Jillian Loyden    |
|     | Kanada             | MF       | Sophie Schmidt    |

## Saisonstatistik
Die Saisonstatistiken beziehen sich bis zur Saison 2010 auf Washington Freedom.
| Jahr | Division | Liga         | Reg. Season         | Playoffs                       |
| ---- | -------- | ------------ | ------------------- | ------------------------------ |
| 2001 | 1        | WUSA         | 7. Platz            | nicht qualifiziert             |
| 2002 | 1        | WUSA         | 3. Platz            | Founders Cup Final (2. Platz)  |
| 2003 | 1        | WUSA         | 4. Platz            | Gewinner                       |
| 2006 | 1        | USL W-League | exhibition season   |                                |
| 2007 | 1        | USL W-League | 1. Platz, Northeast | Gewinner                       |
| 2008 | 1        | USL W-League | 1. Platz, Northeast | National Halbfinale (3. Platz) |
| 2009 | 1        | WPS          | 3. Platz            | Erste Runde (4. Platz)         |
| 2010 | 1        | WPS          | 4. Platz            | Erste Runde (4. Platz)         |
| 2010 | 1        | WPS          |                     | Erste Runde (3. Platz)         |

## Erfolge
Die Erfolge beziehen sich bis zur Saison 2010 auf Washington Freedom.
- USL W-League Eastern Conference Champions 2008
- USL W-League Northeast Division Champions 2008
- USL W-League Champions 2007
- USL W-League Eastern Conference Champions 2007
- USL W-League Northeast Division Champions 2007
- WUSA Founders Cup Champions 2003